# Giovanni Angelo Arcimboldi

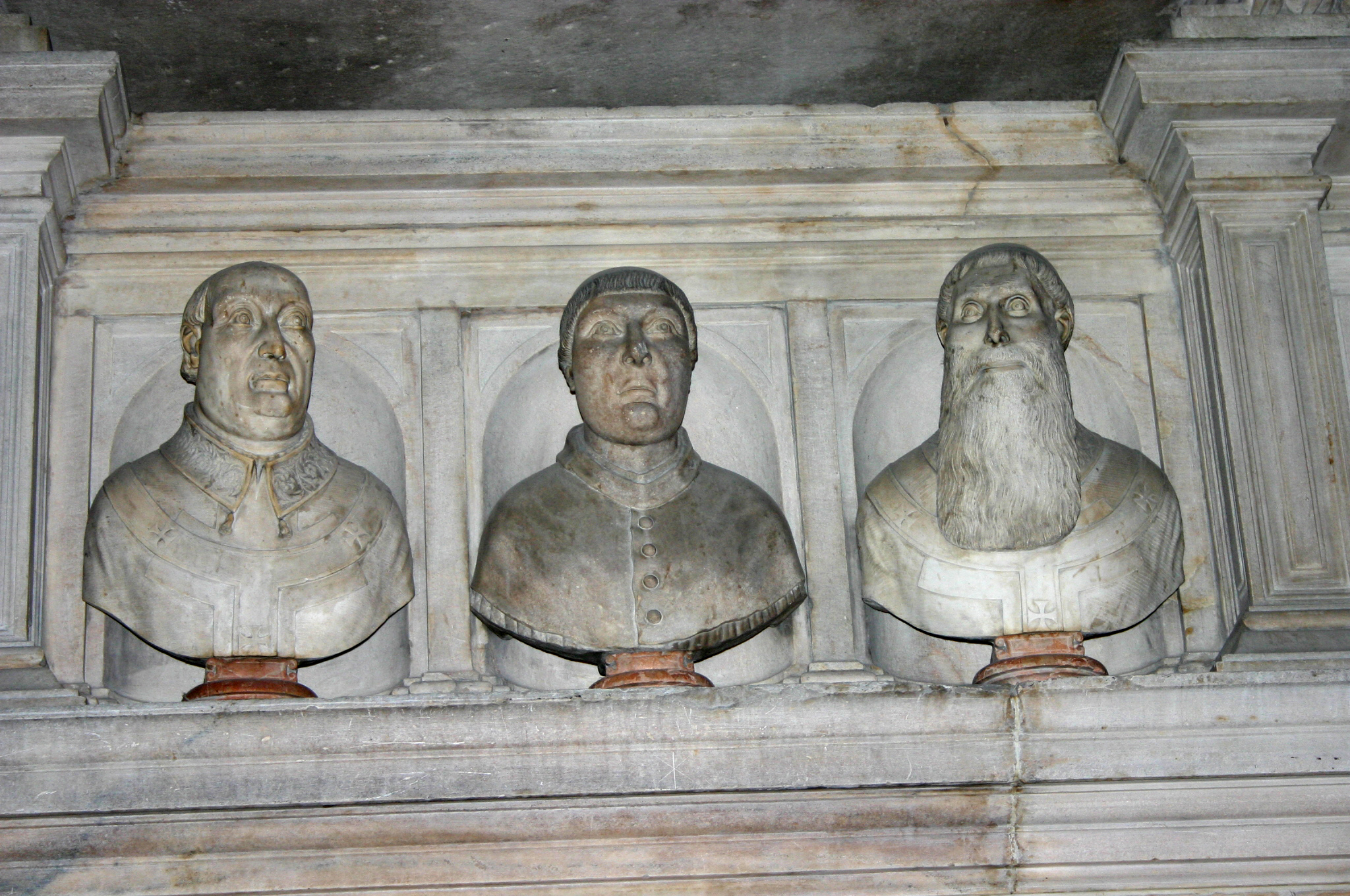
Rechts Giovanni Angelo Arcimboldi. Dom zu Mailand.

Giovanni Angelo Arcimboldi oder Giovannangelo Arcimboldi (* 27. September 1485 in Mailand; † 6. April 1555 in Mailand) war von 1514 bis 1519 Generalkommissar für den Ablass in Norddeutschland und Skandinavien. 1526 wurde er Bischof von Novara und 1550 Erzbischof von Mailand.

## Frühe Jahre
Arcimboldi, Sohn des Juristen und Mailänder Senators Luigi Arcimboldi, entstammte einer Mailänder Patrizierfamilie. Er war der letzte von vier Erzbischöfen von Mailand, die zwischen 1484 und 1555 aus dieser Familie kamen. Sein Studium der Jurisprudenz an der Universität Siena konnte er am 11. März 1512 mit der Promotion in bürgerlichem und Kirchenrecht abschließen. Schon 1509 wurden Giovanni Angelo Arcimboldi die ersten geistlichen Pfründen übertragen, die sein verstorbener Bruder Ottaviano innegehabt hatte. Die Präpositur von Arcisate war der Familie Arcimboldi 1484 durch Gian Galeazzo Maria Sforza übertragen und in der Folgezeit wiederholt bestätigt worden. In seiner Autobiographie beschreibt Arcimboldi eingehend seine Bemühungen um den Ausbau seines Pfründenbesitzes. Eine Arcimboldi früher zugeschriebene diplomatische Tätigkeit im Dienst des Herzogs von Mailand, Massimiliano Sforza, die er unmittelbar nach seinem Studium für kurze Zeit ausgeübt haben sollte, wird weder durch Arcimboldis Autobiografie noch durch neuere Forschungen bestätigt.

## Ablasshandel

Ablassbrief von Giovanni Angelo Arcimboldi

Nach Abschluss seiner Studien ging er nach Rom, wo er von Leo X. die Ernennung zum Referendar erlangte, eine Stelle, die er bis zum Ende von Leos Pontifikat 1521 beibehielt. Am 2. Dezember 1514 ernannte Papst Leo ihn zum Kommissar für den Ablass, den Julius II. ausgeschrieben hatte, um Mittel für den Neubau der Peterskirche in Rom zu beschaffen, und dessen Geltungsdauer Leo verlängert hatte. Gleichzeitig wurde er zum Apostolischen Nuntius für die Kirchenprovinzen Köln, Salzburg, Bremen, Besançon und Uppsala sowie für die Diözesen Cambrai, Tournai, Thérouanne, Arras und Kammin ernannt. Ausgenommen waren die Besitzungen von Albrecht von Brandenburg, Erzbischof von Magdeburg und Erzbischof von Mainz, und Gebiete der Markgrafen von Brandenburg. Ende September 1515 wurde Arcimboldis Mandat auch auf das Bistum Meißen ausgedehnt, wo er im folgenden Jahr den Dominikaner Johann Tetzel als Subkommissar einsetzte. Eine spätere Erweiterung betraf Dänemark und Norwegen.  In der Ernennungsurkunde waren Arcimboldi im Reich ein Viertel und in Skandinavien die Hälfte der Einnahmen zur Deckung seiner Spesen zugestanden worden. 1516 fuhr er große Ablasseinnahmen in Lübeck und Hamburg ein. Im September 1516 wurden Arcimboldis Vollmachten in Deutschland für ein Jahr, und in Meißen und Skandinavien für zwei Jahre verlängert.
Im September 1516 erhielt Arcimboldi den päpstlichen Auftrag, in Streitigkeiten in der Kirchenprovinz Uppsala zu vermitteln. Kurze Zeit später kam er nach Dänemark. Christian II. versuchte ihn dazu zu gewinnen, Sten Stures Macht zu untergraben, wegen dessen Übergriffe gegen die Kirche und vor allem wegen dessen Absetzung des Erzbischofs Gustav Trolle. Im März 1518 traf Arcimboldi in Schweden ein. Dort betrieb er einen schwunghaften Ablasshandel. Einige Ablassbriefe sind erhalten geblieben. Obgleich es sein Ziel war, den abgesetzten Gustav Trolle wieder einsetzen zu lassen, wozu er auch den Auftrag des Papstes Leo X. hatte, gelang es ihm durch Bestechung Sten Stures und der Vorspiegelung, der Erzbischofsstuhl sei ledig, diesen auf seine Seite zu ziehen. Der päpstliche Unmut gegen Sten Sture, der von Christian II. geschürt wurde, traf nun auch Arcimboldi. Hinzu kam der Zorn Christians II. Sowohl das Vermögen, das sein Bruder Antonellus Arcimbaldus auf Gotland gesammelt hatte, als auch das eigene, das er in Schweden aufgehäuft und nach Dänemark gesandt hatte, wurde vom König beschlagnahmt. Antonellus wurde vom König verhaftet. Auf seiner Heimfahrt entging Arcimboldi nur durch eilige Flucht zurück nach Schweden knapp dem gleichen Schicksal. Von Kalmar fuhr er zu Schiff nach Deutschland, wo die Reformation gerade in vollem Gange war. Im August 1519 wurde Arcimboldi nach Rom zurückberufen, gleichzeitig erhielt der Erzbischof von Lund den Auftrag, Arcimboldis Verhalten zu untersuchen. Im September 1520 erreichte er Rom und musste sich, letztlich erfolgreich, gegen die Vorwürfe Christian II. verteidigen.

## Bischof von Novara
Im November 1521 trat Arcimboldi in die Dienste von Francesco II. Sforza, der im folgenden Jahr das Herzogtum Mailand als letzter Herzog in Besitz nahm. Arcimboldi gehörte zu der Delegation, die Hadrian VI. von seiner Wahl zum Nachfolger Leo X. unterrichtete und überbrachte diesem die Glückwünsche des Herzogtums Mailand. Im September 1522 erwarb Arcimboldi für 3.500 Dukaten das Amt eines Apostolischen Protonotars. Schon im folgenden Monat wurde Arcimboldi von Sforza als Nachfolger des verstorbenen Kardinals Matthäus Schiner für den Bischofssitz in Novara vorgeschlagen, diesen hatte allerdings seit 1516 Antonio del Monte inne. Die Auseinandersetzung dauerte bis 1525 an, als del Monte schließlich zurücktrat. Den vakanten Bischofsstuhl nahm jedoch bis 1526 Ermete Stampa ein, möglicherweise wegen des Widerstands mehrerer Kardinäle gegen Arcimboldi.
Am 2. März 1526, nach dem Tod Ermete Stampas, nahm Arcimboldi die Amtsgeschäfte als Bischof von Novara auf, und am 22. desselben Monats wurde er von einem seiner Vorgänger, Antonio del Monte, zum Bischof geweiht. Arcimboldi residierte außerhalb des Bistums und über sein Wirken in jener Zeit ist außer der Restaurierung der bischöflichen Residenz und Verhandlungen über Ansprüche Karl V. in Bezug auf das Bistum Novara wenig überliefert. Auf einer von der römischen Kurie erstellten Liste der Teilnehmer des Konzils von Trient war auch Arcimboldi aufgeführt. Er nahm jedoch nicht teil und ließ sich im Februar 1547 entschuldigen.

Mailänder Erzbischofswappen Arcimboldis

## Erzbischof von Mailand
Papst Julius III. entsandte ihn am 19. März 1550 nach Mailand, wo er das Amt des zurückgetretenen Erzbischofs Ippolito II. d’Este übernehmen sollte. Am 23. März wurde ihm das Pallium verliehen, und am 10. Juni 1550 hielt Erzbischof Arcimboldi feierlich Einzug in Mailand. Seine Amtszeit war vom Kampf gegen die Protestanten geprägt, so erließ er 1554 ein Edikt gegen die Häretiker, den Catalogo degli heretici, auf den eine Liste der Protestanten folgte, deren Werke zu lesen verboten war. Arcimboldi starb am 6. April 1555 in Mailand und wurde im Mailänder Dom bestattet.
Die von Arcimboldi hinterlassene Autobiografie enthält nur wenige Angaben über seine Amtsführung als Bischof von Novara und Erzbischof von Mailand. Sie zeichnet jedoch das Bild eines Mannes, der ohne Skrupel weltlichen Reichtum, Ehrungen und kirchliche Ämter anstrebte und errang. Die Ausübung seiner Ämter war hingegen von wenig Interesse geprägt, seine Untätigkeit spiegelt sich auch in der trotz seiner langen Amtszeit als Bischof und Erzbischof nur wenig umfangreichen Überlieferung wider. Arcimboldi war Vater von fünf Kindern, die zwischen 1515 und 1531 geboren wurden.